# 新尼（乙）遗址
新尼（乙）遗址，位于中国青海省尖扎县贾家乡安中村，为第四批青海省文物保护单位，公布日期为1986年5月27日，类型为古遗址。
新尼（乙）遗址的历史年代为马家窑类型、齐家文化。